# Russel Honoré
Russel L. Honoré (Lakeland (Louisiana), 1947) is een Amerikaans voormalig luitenant-generaal. Hij was bevelhebber van het Eerste Leger, de Tweede Infanteriedivisie en de Joint Task Force Katrina. In deze laatste rol coördineerde hij de militaire hulpoperatie na de orkaan Katrina. Na de bestorming van het Capitool maakte voorzitter van het Huis van Afgevaardigden Nancy Pelosi bekend dat Honoré een onderzoek naar de beveiliging van het Capitool zou gaan leiden.